# Шишкино (Гороховецкий район)
Шишкино — упразднённая деревня в Гороховецком районе Владимирской области России.

## География
Урочище находится в восточной части области, в зоне хвойно-широколиственных лесов, к югу от реки Клязьмы и автодороги М7, на расстоянии 6 километров (по прямой) к юго-западу от города Гороховец, административного центра района.

### Климат
Климат характеризуется как умеренно континентальный. Средняя температура воздуха самого холодного месяца (января) — −11,2 °C (абсолютный минимум — −45 °С), средняя температура воздуха самого тёплого месяца (июля) — +18,4 °С (абсолютный максимум — +38 °С). Безморозный период длится около 139 дней. Годовое количество атмосферных осадков составляет около 556 мм, из которых 387 мм выпадает в период с апреля по октябрь. Снежный покров держится в среднем около 149 дней.

## История
В «Списке населенных мест Владимирской губернии по сведениям 1859 года» населённый пункт упомянут как владельческая деревня Гороховецкого уезда, расположенная в 8 верстах от уездного города. В деревне насчитывалось 7 дворов и проживало 49 человек (20 мужчин и 29 женщин).
По состоянию на 1905 год, в Шишкине имелось 19 двор и проживало 89 человек. В административном отношении деревня входила в состав Красносельской волости.
По данным 1926 года, в деревне имелось 15 хозяйств (в том числе 13 крестьянских) и проживало 73 человека (37 мужчин и 36 женщин). Являлась частью Больше-Лужковского сельсовета Гороховецкой волости Вязниковского уезда.
На момент упразднения входила в состав Арефинского сельсовета Гороховецкого района. Упразднена решением облисполкома № 778 от 23 ноября 1983 года как фактически не существующая.